# Sinjarita
La sinjarita és un mineral de la classe dels halurs. Rep el seu nom de la seva localitat tipus, a Sinjar (Iraq).

## Característiques
La sinjarita és un halur de fórmula química CaCl₂·2H₂O. Cristal·litza en el sistema tetragonal. Es troba en forma de cristalls allargats o ròmbics, en agregats granulars o massius. La seva duresa a l'escala de Mohs és 1,5.
Segons la classificació de Nickel-Strunz, la sinjarita pertany a «03.BB - Halurs simples, amb H₂O, amb proporció M:X = 1:2» juntament amb els següents minerals: eriocalcita, rokühnita, bischofita, niquelbischofita, antarcticita i taquihidrita.

## Formació i jaciments
Va ser descoberta l'any 1980 a Sinjar, Mosul (Província de Ninawa, Iraq), en una zona de calcàries al llit d'un rierol sec, pel que sembla com a precipitat de les aigües subterrànies. També se n'ha trobat a l'illa de Bulla, a la mar Càspia (Qobustan, Azerbaidjan) i a la conca minera de Txeliàbinsk (Rússia).